# Скляренко Надія Іванівна
Надія Іванівна Скляренко (нар. 21 січня 1940, Київська область) — українська радянська діячка, новатор сільськогосподарського виробництва, бригадир молочно-племінної ферми держплемзаводу «15 років Жовтня» Переяслав-Хмельницького району Київської області. Герой Соціалістичної Праці (6.09.1973). Член ЦК КПУ в 1981—1986 р.

## Біографія
Народилася у селянській родині.
У 1960—1990-х рр. — бригадир комсомольсько-молодіжної бригади молочно-племінної ферми державного племінного заводу «15 років Жовтня» села Світанок Переяслав-Хмельницького району Київської області.
Член КПРС з 1974 року.
З 1990-х років — на пенсії у селі Світанку Переяслав-Хмельницького району Київської області.

## Нагороди
- Герой Соціалістичної Праці (6.09.1973)
- орден Леніна (6.09.1973)
- ордени
- медалі